# Kandida (rod)
{{Taxobox-lat
| name = 
| image = Candida albicans.jpg
| image_width = 320px
| image_caption = Candida albicans na 200X uvećanju.
| regnum = Fungi
| phylum = 
| subphylum = 
| classis = 
| ordo = 
| familia = 
| genus = 
| genus_authority = , 1923
| subdivision_ranks = Vrste
| subdivision =-{
C. ascalaphidarum

C. amphixiae

C. antarctica

C. argentea

C. atlantica

C. atmosphaerica

C. blattae 

C. carpophila 

C. carvajalis

C. cerambycidarum

C. chauliodes

C. corydali

C. dosseyi 

C. dubliniensis

C. ergatensis

C. fructus

C. glabrata

C. fermentati

C. guilliermondii

C. haemulonii

C. insectamens

C. insectorum

C. intermedia

C. jeffresii

C. kefyr

C. krusei

C. lusitaniae

C. lyxosophila

C. maltosa

C. marina

C. membranifaciens

C. milleri

C. oleophila

C. oregonensis

C. parapsilosis

C. quercitrusa

C. rugosa

C. sake

C. shehatea

C. temnochilae

C. tenuis

C. theae

C. tropicalis

C. tsuchiyae

C. sinolaborantium

C. sojae

C. subhashii

C. viswanathii

}-}}
Kandida (Candida) je rod kvasca. Mnoge vrste su bezazleni komensali ili endosimbioti domaćina poput ljudi i drugih vrsta, ili štetne vrste na pogrešnoj lokaciji, koje uzrokuju bolest. Candida albicans može da uzrokuje infekcije (kandidijaze) kod ljudi i drugih životinja, posebno kod imunokompromitovanih pacijenata. Mnoge vrste su nađene u flori creva, uključujući C. albicans kod sisarskih domaćina, dok drugi žive u endosimbiozi sa insektnim domaćinima.
Sistemskim infekcijama krvotoka i glavnih organa, posebno kod imunokompromitovanih pacijenata, podleže preko 90,000 ljudi godišnje u SAD-u, sa stopom mortaliteta od 40–50%.
DNK nekoliko vrsta roda Candida je sekvencirana.
Antibiotici promovišu infekcije kvascom, uključujući gastrointestinalni prekomerni rast kandide, i penetraciju GI mukoze. Osobe obolele od dijabetesa ili sa oštećenim imunskim sistemom, poput HIV bolesnika, su podložnije kvaščanim infekcijama.

## Literatura
- dEnfert C; Hube B, ур. (2007). Candida: Comparative and Functional Genomics. Caister Academic Press. ISBN 978-1-904455-13-4.
- Ryan KJ; Ray CG, ур. (2004). Sherris Medical Microbiology (4th изд.). McGraw Hill. ISBN 978-0-8385-8529-0.

## Spoljašnje veze
- Candida na Enciklopediji života